# Sexbierum

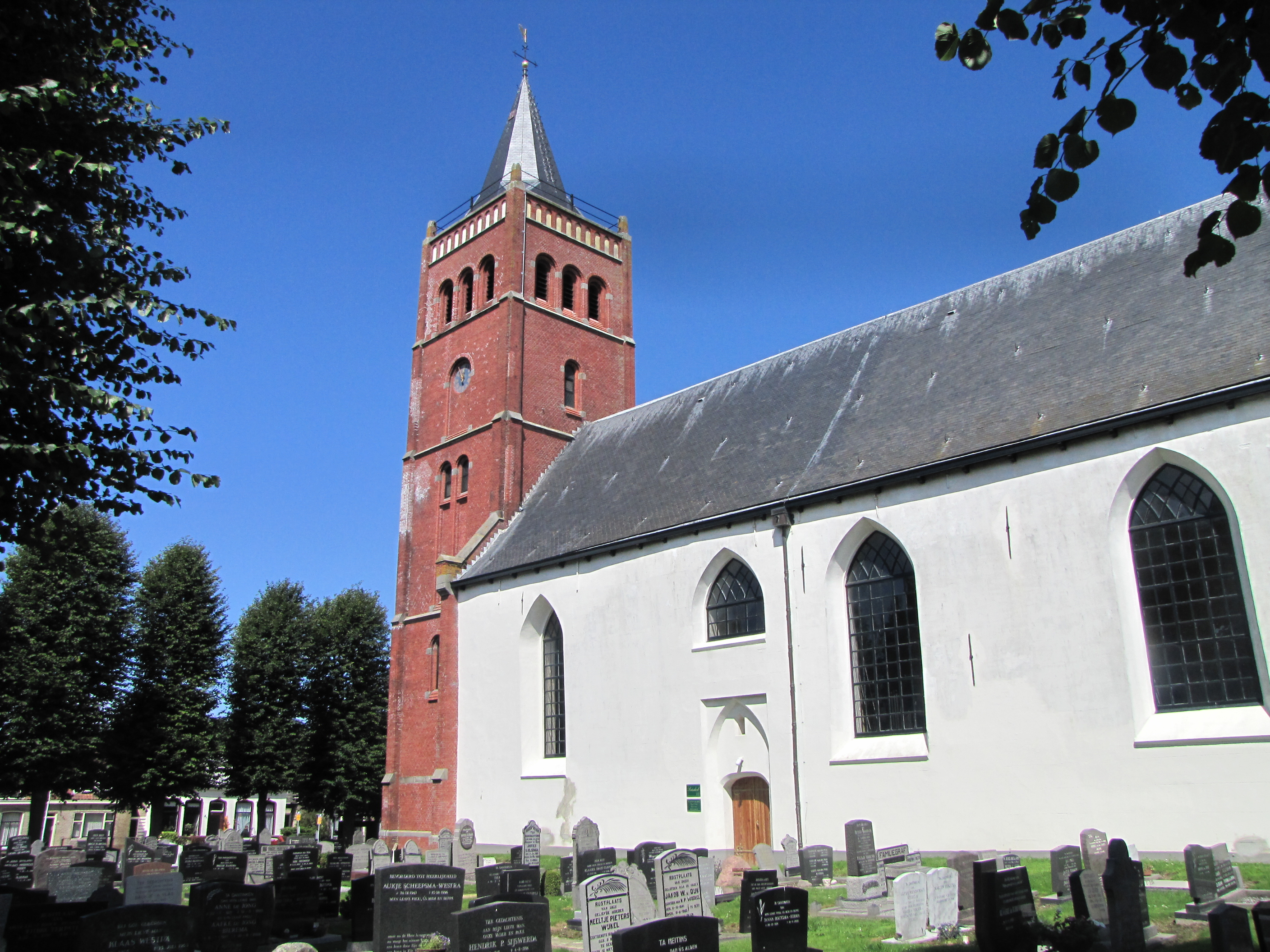
Sexbierum: la chiesa di San Sisto, edificio classificato come rijksmonument

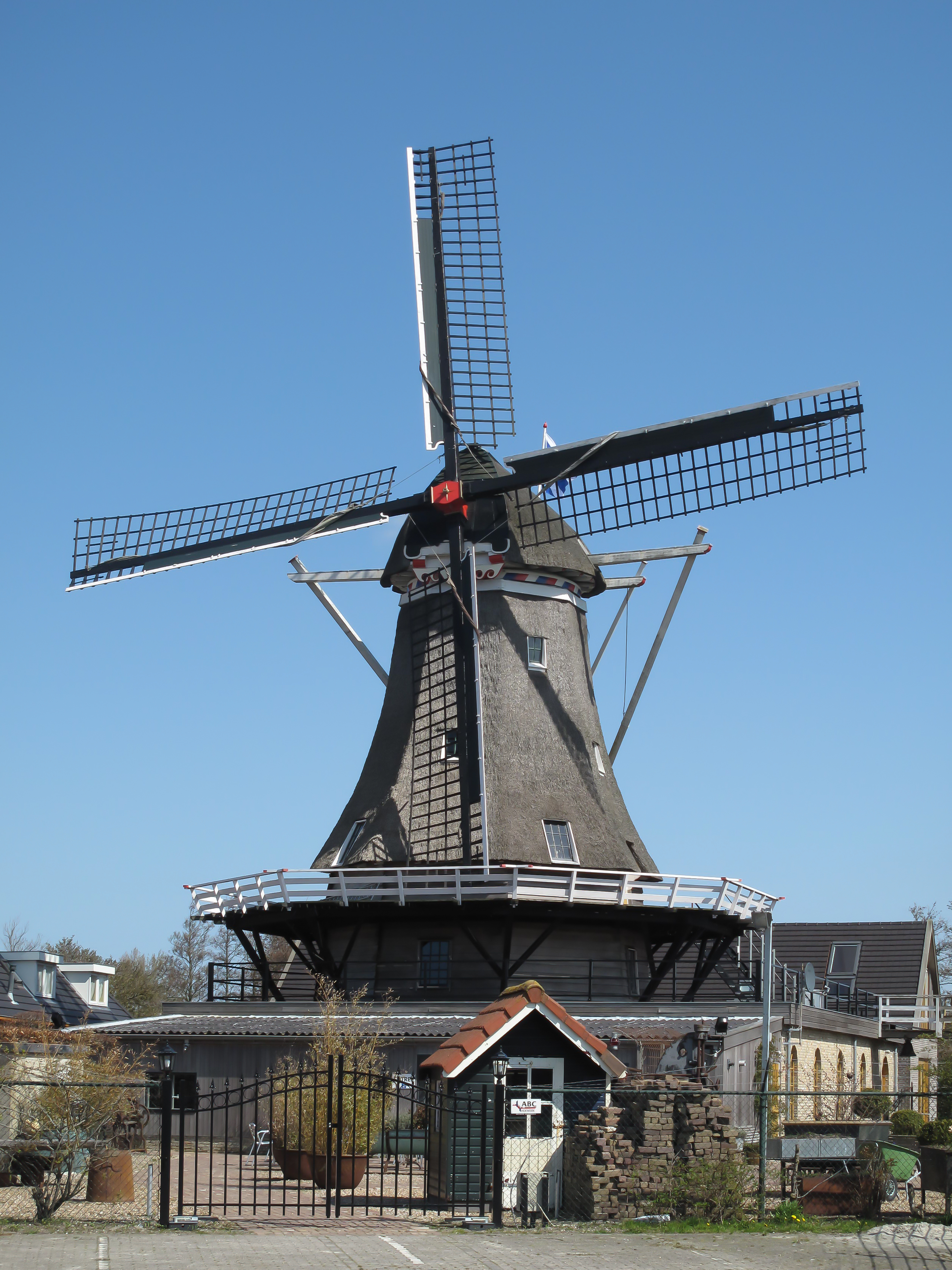
Sexbierum: il mulino De Korenaar, altro edificio classificato come rijksmonument

Sexbierum  (in frisone: Seisbierrum) è un villaggio di circa 1.500 abitanti del nord-est dei Paesi Bassi, nella municipalità di Waadhoeke, facente parte della provincia della Frisia e situato in prossimità della costa sul Mare del Nord . Fino all'inizio del 1984, anno in cui fu annesso alla municipalità di Franekeradeel, è stato il capoluogo del comune di Barradeel.

## Etimologia
Il toponimo Sexbierum, attestato anticamente come Sixtebeeren (1322), Sixtiberum (1324), Sexberum (1371)  e Zesberim (1398), deriva da quello di un papa, San Sisto II,  al quale è stato aggiunto il termine frisone berum o berim , che significa "casa" . Il significato letterale del toponimo è quindi "case di Sisto".

## Geografia fisica

### Collocazione
Sexbierum si affaccia lungo il tratto centrale della costa occidentale della Frisia a nord delle località di Harlingen e Franeker.

## Società

### Evoluzione demografica
Nel 2011, la popolazione stimata di Sexbierum  era di circa 1.480 abitanti. Nel 2008 ne contava invece 1.450, mentre nel 2001 ne contava 1.465.

## Storia
Il villaggio è citato per la prima volta in alcune cronache del 743 d.C., data che viene solitamente considerata anche quella della fondazione.
Nel 1200, fu costruita una chiesa, la chiesa di San Sisto (attuale chiesa protestante). In seguito, fu realizzata la strada chiamata "De Alde Buorren".
Nel 1903 fu stabilito a Sexbierum, segnatamente sulla via "De Alde Buorren", il municipio di Barradeel.

## Monumenti e luoghi d'interesse

### Chiesa di San Sisto
Tra i monumenti principali di Sexbierum, figura la chiesa dedicata a San Sisto (Sixtuskerk), edificio eretto all'inizio del XIII secolo ed ampliato nel XVI secolo  e nel 1772.

### Mulino "De Korenaar"
Altro edificio storico di Sexbierum è il mulino "De Korenaar", risalente al XV secolo.

### Tenuta Eelsma
Altro rijksmonument di Sexbierum è la tenuta Eelsma, risalente al XIX secolo.